# Xochipilli

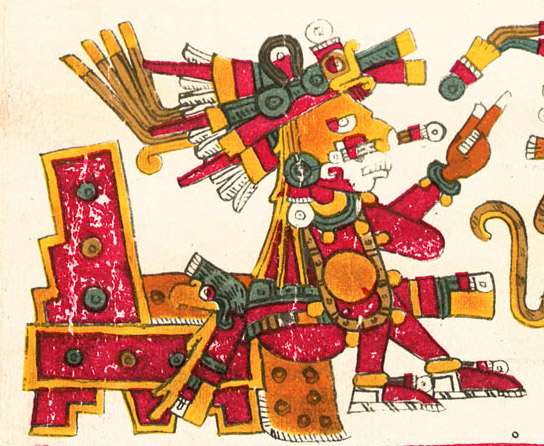
Xochipilli

Xochipilli [šočipili] je v aztécké mytologii bůh lásky, tance, zpěvu, květin, kukuřice a her. Jeho jméno se skládá ze slov xochitl („květina") a pilli („princ" nebo „dítě") a v překladu tedy znamená Květinový princ.
Byl jedním z božských dvojčat, jeho sestrou byla Xochiquetzal, bohyně lásky. Xochipilliho manželkou byla Mayahuel.[zdroj?]
Je také interpretován jako božstvo homosexuality a mužských prostitutů, což je role zřejmě vyplývající z jeho původu v Toltécké civilizaci.
Xochipilli bývá vyobrazován s talismanem zvaným oyohualli, přívěškem ve tvaru slzy vyrobeným z perleti.